# Gruparea Cracovia
Gruparea Cracovia - o asociație artistică studențească care a funcționat la Cracovia în anii 1930-1937. Gruparea Cracovia II, înființată după al Doilea Război Mondial, s-a referit la tradiția sa.